# Anna Montero i Bosch
Anna Montero i Bosch (Logronyo, 3 de desembre de 1954) és una poeta i traductora valenciana. Llicenciada en filologia francesa per la Universitat de València, entre les seues traduccions hi ha els Petits poemes en prosa i Els paradisos artificials de Baudelaire, Mademoiselle Fifi de Maupassant, i obres d'altres autors com ara Jean Guéhenno, Michel Crouzet, François Poulain de la Barre, Claudine Bertrand, Aurélie Nemours, Anise Koltz, i l'antologia Poetes quebequesos (2001). La seva producció original, una poesia «depurada i insinuant, de to tènue i atmosfera delicada», es compon de «poemes breus que ens parlen d'amor, de la poesia i el somni, sempre amb un caire existencial que reflecteix l'angoixa de la mancança de sentit i la buidor del món». Ha estat inclosa en diverses antologies: L'espai del vers jove (1985), Les veus de la medusa. Vint-i-una poetes valencianes (1991) Camp de mines. Poesia catalana del País Valencià (1991) Bengales en la fosca. Antologia de la poesia valenciana del segle xx (1997) i Paisatge emergent. Trenta poetes catalanes del segle XX (1999; coordinada per Montserrat Abelló, Neus Aguado, Lluïsa Julià i Maria Mercè Marçal). És filla del filòsof Fernando Montero.
L'Arts Santa Mònica de Barcelona li va dedicar una sessió dels «Dilluns de poesia» el 3 de desembre de 2018, amb la presentació de Maria Josep Escrivà.

## Obres
- Polsim de lluna (València: Víctor Orenga, 1983).
- Arbres de l'exili (València: Gregal Llibres, 1988).
- Traç 45 ([plaquette amb tres poemes] Mataró,1990)
- La meitat fosca (València, Alfons el Magnànim, 1994)
- Com si tornés d'enlloc (Vic-Barcelona, Cafè Central, 1999)
- Serenitat de cercles (Barcelona: Proa, 2004).
- El pes de la llum (Barcelona: Proa, 2007).
- Teranyines (Barcelona: Edicions 62, 2010).
- On els camins s'esborren (València: Edicions del Buc, 2018).
- Gavells. Poesia completa 1988-2023. (València: Alfons el Magnànim, 2023).

## Premis
- Rosa Leveroni de poesia 2007.
- Ausiàs March 2010.
- Premi de la Crítica, de poesia, de l'Associació d'Escriptors en Llengua Catalana 2010.